# Magnesia Litera 2008
Magnesia Litera 2008 byl sedmý ročník cen Magnesia Litera. Výsledky byly vyhlášeny ve neděli 20. dubna 2008 v sále Městské knihovny v Praze. Ceremonial moderoval Jan Burian.
Hlavní cenu získal Petr Nikl za knihu pro děti Záhádky, která je na pomezí výtvarného díla a poezie, vydanou v nakladatelství Meander a která zároveň získala cenu i v kategorii knih pro děti a mládež.

## Ceny a nominace
Na ceny byly nominovány tyto knihy (cenu získaly knihy uvedené na prvním místě):

### Kniha roku
- Petr Nikl: Záhádky, Meander, ISBN 978-80-86283-57-9

### Litera za prózu
- Lubomír Martínek: Olej do ohně, Paseka, ISBN 978-80-7185-745-7
  - Petra Soukupová: K moři, Host
  - Eliška Vlasáková: Jedním okem, Triáda

### Litera za poezii
- Tašo Andjelkovski: Spálov, Torst, ISBN 978-80-7215-321-3
  - Zbyněk Hejda: Sny..., Společnost pro Revolver Revue
  - Milan Děžinský: Přízraky, Host

### Litera za publicistiku
- Petr Placák: Fízl, Torst, ISBN 978-80-7215-323-7
  - Václav Cílek: Borgesův svět, Dokořán
  - Aleš Palán, Jan Florian, Gabriel Florian: Být dlužen za duši, Host

### Litera za naučnou literaturu
- Vratislav Vaníček: Soběslav I., Paseka, ISBN 978-80-7185-831-7
  - Zdeněk K. Slabý a Petr Slabý: Svět jiné hudby II., Volvox Globator
  - Vojtěch Lahoda: Emil Filla, Academia

### Litera za překladovou knihu
- Petr Kučera za překlad knihy Orhana Pamuka Jmenuji se Červená, Argo, ISBN 978-80-7203-945-6
  - Petr Zavadil, překlad knihy Andrése Sáncheze Robayna V těle světa, Fra
  - Tomáš Dimter, překlad knihy Terézie Mora Den co den, Odeon

### Litera za nakladatelský čin
- Nakladatelství Lidové noviny za soubor Korespondence Boženy Němcové
  - Nakladatelství Franze Kafky za soubor Spisy Franze Kafky
  - Psychoanalytické nakladatelství za soubor Spisy Sigmunda Freuda

### Litera za knihu pro děti a mládež
- Petr Nikl: Záhádky, Meander, ISBN 978-80-86283-57-9
  - Marka Míková: Knihafoss, Baobab
  - Petr Sís: Zeď aneb Jak jsem vyrůstal za železnou oponou, Labyrint, Raketa, ISBN 978-80-86803-12-8

### Litera pro objev roku
- Petr Kučera za překlad knihy Orhana Pamuka Jmenuji se Červená, Argo, ISBN 978-80-7203-945-6
  - Markéta Pilátová: Žluté oči vedou domů, Torst
  - Jonáš Hájek: Suť, Fra
  - Martina Lustigová: Karel Kramář, Vyšehrad

### Litera za přínos české literatuře
- Eckhard Thiele a Hans Dieter Zimmermann za edici Tschechische Bibliothek

### Kanzelsberger cena čtenářů:
- Petr Sís: Zeď aneb Jak jsem vyrůstal za železnou oponou, Labyrint, Raketa, ISBN 978-80-86803-12-8